# Bram Kool
Bram Kool (Rijswijk, 10 juni 1937 – Bergschenhoek, 11 juni 1990) was een Nederlands wielrenner. 

## Loopbaan
In 1959 reed Kool de Ronde van Frankrijk. In de eerste etappe wist hij meteen mee te komen in de kopgroep en eindigde als tiende. Hij moest echter voortijdig, in de veertiende etappe, opgeven na een valpartij. Zijn professionele loopbaan was van korte duur, na 1960 reed hij zonder sponsor en deed hij het rustiger aan. Na 1965 stopte hij echt met wielrennen. 
Bram Kool overleed in 1990, in de nacht van 10 op 11 juni, daags na zijn 53e verjaardag.

## Overwinningen
1958
- Criterium van Nuth
- 6e etappe Ronde van Polen

1959
- Ronde van Gelderland

1960
- 5e etappe, deel B Ronde van Nederland

## Grote rondes
| Jaar | Ronde van Italië | Ronde van Frankrijk | Ronde van Spanje |
| ---- | ---------------- | ------------------- | ---------------- |
| 1959 |                  | opgave              |                  |